# Andrej Štremfelj
 (août 2020).
Si vous disposez d'ouvrages ou d'articles de référence ou si vous connaissez des sites web de qualité traitant du thème abordé ici, merci de compléter l'article en donnant les références utiles à sa vérifiabilité et en les liant à la section « Notes et références ».
Pas d'image ? Cliquez ici
Piolets d'or
Andrej Štremfelj (Kranj, 17 décembre 1956) est un alpiniste et sauveteur en montagne slovène.
Avec Nejc Zaplotnik, il a été le premier Slovène à gravir le plus haut sommet du monde, le mont Everest. Il a effectué une série d'autres ascensions de haut niveau dans l'Himalaya et les Alpes, qui l'ont classé au sommet de l'alpinisme slovène et mondial. En 1992, avec Marko Prezl, il a reçu en 1992 le Piolet d'or, la plus haute distinction internationale d'alpinisme, pour une nouvelle voie vers la pointe sud de Kangchenjunga. En 2018, il a reçu le Piolet d'or carrière, la plus haute distinction internationale d'alpinisme pour l'ensemble d'une carrière d'alpiniste ,,.

## Biographie
Andrej Štremfelj est né à Kranj en Slovénie. Il est diplômé de la Faculté d'éducation physique de Ljubljana en 1983. Il a commencé l'alpinisme à l'âge de 16 ans, au sein du département d'alpinisme de Kranj.
Déjà à l'âge de 20 ans, il a participé à sa première expédition himalayenne, au Gasherbrum I dans l'Himalaya pakistanais. Avec Nejc Zaplotnik, il a atteint la sommet.
Deux ans plus tard, il a participé à la première expédition yougoslave au plus haut sommet du monde [le mont Everest]. Le but de l'expédition était de se diriger vers West Reef. Le 13 mai 1979, Andrej Štremfelj et Nejc Zaplotnik ont réussi l'ascension et sont ainsi devenus les premiers Slovènes (et Yougoslaves) à atteindre le plus haut sommet du monde. Avec cette ascension, Andrej Štremfelj, 22 ans, est entré dans l'histoire de l'alpinisme mondial et slovène.
Il a suivi une expédition au Lhotse en 1981, où il était membre de l'équipe qui a atteint le point culminant de l'expédition (ils n'ont pas réussi à atteindre sommet).
En 1990, il a participé à une expédition slovène-italienne, à nouveau sur le mont Everest. Avec sa femme  Marija, il atteint le sommet, marquant ainsi l'histoire en tant que premier couple marié au sommet du monde.
En 1991, il a atteint sa plus grande notoriété en alpinisme en participant à une expédition slovène au Kangchenjunga dans l'Himalaya népalais. Avec son partenaire d'escalade Marko Prezlje, il escalade le pilier sud du sommet sud (8494 m) en style alpin. Pour cette ascension, ils ont reçu le Piolet d'or.
À la suite de sa série d'ascensions réussies, avec des performances élevées, il a reçu le Piolet d'or carrière.

## Principales réalisations
- En 1977, il a participé à une expédition slovène au Gasherbrum I 8080 m, et atteint le sommet, avec Nejc Zaplotnik. C'était la quatrième ascension vers le sommet.

- En 1979, il a pris part à une expédition yougoslave au Mont Everest, et atteint le sommet avec Nejc Zaplotnik.

- En 1981, il a participé à une expédition dans le pilier sud du sommet sud du  Lhotsea. Avec Nejc Zaplotnik et Pavle Podgornik, ils ont atteint le point culminant de l'expédition à 8250 m, avant de devoir abandonner.

- En 1990, il a participé à une expédition internationale au [Mont Everest], et est monté au sommet, avec sa femme  Marija, en tant que premier couple marié de l'histoire. À l'époque, il était l'une des rares personnes au monde à être au plus haut sommet du monde à deux reprises et dans deux directions différentes.

- En 1991, il a participé à une expédition slovène au  Kangchendzeg. Pour le pilier sud du sommet sud gravi en style alpin , il obtient le Piolet d'or

- En 1992, il a réalisé une ascension  le long du rocher sud-est de Melungtcse (7181 m), avec  Marko Prezlje

- En 1995, il a participé à l'expédition croate au Cho-Oyu, et avec sa femme Marija, il est monté au sommet.

- En 1998, il réalise des ascensions hivernales aux Grandes Jorasses (4208 m) dans les Alpes, dans les voies Colton-Macintyre et Pilier Croz

- En 1999, ouverture d'une nouvelle voie azu Gyachung Kang (7952 m) dans l'Himalaya népalais, en style alpin

- En 2002, il a traversé les Alpes slovènes, escaladant 30 voies différentes en 40 jours avec divers partenaires

- En 2006, il a réalisé l'ascension du Janak Chuli (7090 m) dans l'Himalaya népalais, avec Rok Zalokar.